# 罗振玉故居
罗振玉故居位于中国江苏省淮安市淮安区淮城街道楼东社区更楼东街罗家巷，古城东南角。是一座清代四合院，原规模较大，有20余栋建筑。占地700平方米，现存瓦房4栋12间，300平方米。
清咸丰二年（1852），罗振玉祖父罗鹤翔购置河下罗家桥街内山西盐商阎姓房屋。咸丰十年（1860年）庚申之劫时为捻军所毁。于是罗家迁居南门内，购置更楼东街赵氏宅院定居。1866年8月8日，罗振玉在此出生。书房“面城精舍”面朝南城墙，是罗振玉的读书处。

## 保护
2003年3月26日，罗振玉故居列为第二批淮安市文物保护单位。